# Haris Charalambous
Haris Charalambous (* 3. November 1984 in Manchester; † 9. Oktober 2006 in Toledo, Ohio) war ein britischer Basketballspieler zypriotischer Herkunft.

## Leben
Charalambous begann seine Karriere 2001 beim britischen Verein Manchester Magic. Er war der Kapitän der Juniorennationalmannschaft und wurde 2002 zu Englands U-18 Spieler des Jahres gewählt (England Under-18 player of the year). 2003 wechselte er in die USA und absolvierte ein Vorbereitungsjahr an der Hun School in Princeton. Danach folgte der Wechsel an die University of Toledo in Ohio. Seine Spielposition war die eines Centers.
Er starb im Alter von nur 21 Jahren an den Folgen eines gerissenen Aortenbogens des Herzens, den er beim Konditionstraining erlitt.

## Gedenken
- Alljährlich findet ein Turnier in England zu seinem Gedenken statt, das Haris Charalambous Memorial Tournament, an dem europäische Juniorenmannschaften der Altersklassen U-16 und U-18 teilnehmen.[4]
- Die Universität gründete einen wird Basketball-Stipendienfonds in Charalambous.[5]